# 本澄寺 (高槻市)

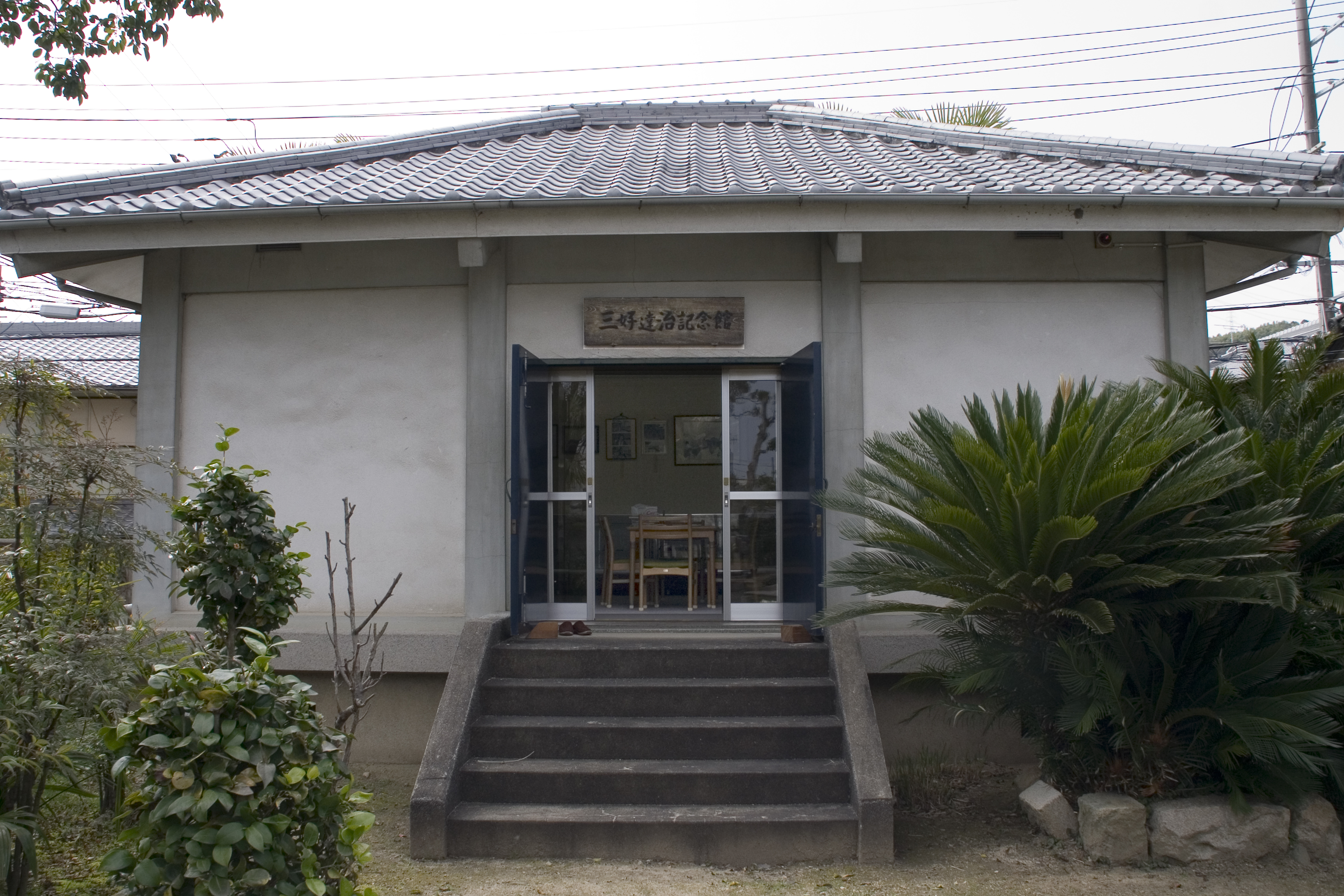
三好達治記念館

本澄寺（ほんちょうじ）は大阪府高槻市上牧にある日蓮宗の仏教寺院。山号は法華山。旧本山は京都本満寺。莚師法縁。塔頭として真如院、本立院がある。

## 歴史
文明3年（1471年）烏丸大納言資任の猶子権大僧都日順の開創になる。
当寺に祀る祖師像は日蓮の自作と伝え、世に上牧の高祖といわれる。
この像は、相模国鎌倉で刻まれ、弟子日澄が総州滝山妙階寺に移し、その後由良光寛が丹後に移した後、元亀元年（1570年）当地の豪士富松兼重（牧蒸兼重）に伝わり一堂を立てて安置した。
江戸時代初期に東福門院が祈願して以来多数の信仰を集め、往時は塔頭11坊を擁した大寺であった。

## 境内
- 三好達治記念館

三好達治は第41世三好龍紳の兄で、明治33年（1900）に大阪で生まれ、萩原朔太郎に師事。「測量船」や「一点鐘」等の清新な詩集を出して活躍した昭和期の詩人。同館には、自筆の原稿や写真、著書、愛用の品々などが保存・展示されている。
- 三好達治の墓
- 領界石 「烏丸殿領鵜殿神田」と刻む。

## 旧末寺
日蓮宗は昭和16年に本末を解体したため、現在では、旧本山、旧末寺と呼びならわしている。
- 本立院（高槻市上牧町）塔頭
- 真如院（高槻市上牧町）塔頭
- 御殿山欣求寺（枚方市小倉町）
- 妙広山境智院（東大阪市日下町）
- 梅龍山勧成院（東大阪市東豊浦町）

## 交通アクセス
- 阪急京都本線上牧駅徒歩10分

## 関連資料
- 日蓮宗寺院大鑑編集委員会『宗祖第七百遠忌記念出版 日蓮宗寺院大鑑』大本山池上本門寺 (1981年)
- 中尾堯『日蓮の寺』東京書籍（1987年）